# ازمکی آذری
ازمکی آذری، ازمکی طوقه‌ای (نام علمی: Draba  rosularis) نام یک  گونه از سرده ازمکی است.